# پایگاه نظامی ۱۰۲ام روسیه

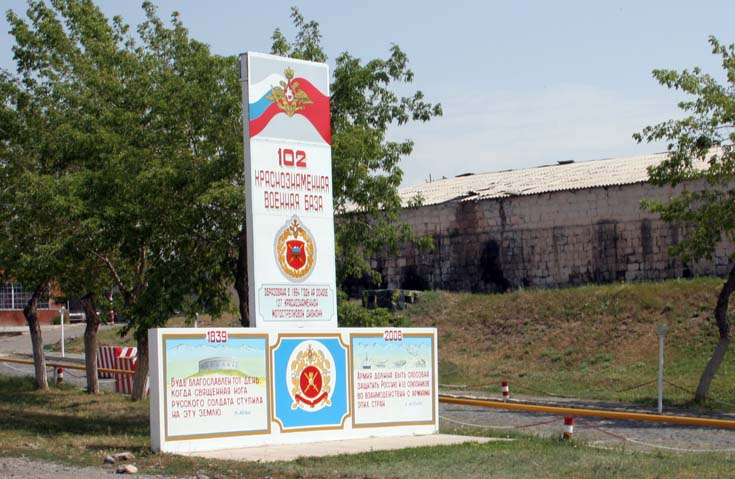
ورودی پایگاه نظامی ۱۰۲ام روسیه

پایگاه نظامی ۱۰۲ام روسیه یک پایگاه نظامی روسیه در شهر گیومری در کشور ارمنستان است که تحت فرماندهی منطقهٔ نظامی جنوبی نیروهای مسلح روسیه قرار دارد.
در دوران شوروی، نیروهای موجود در ارمنستان بخشی از گروه نیروهای قفقاز جنوبی بودند. این پایگاه پیش‌تر مقر لشکر ۱۲۷ تفنگداران موتوری ارتش هفتم گارد شوروی بود. این پایگاه در حدود ۱۲۰ کیلومتر (۷۵ مایل) شمال پایتخت ارمنستان، ایروان، قرار دارد.

## تاریخچه

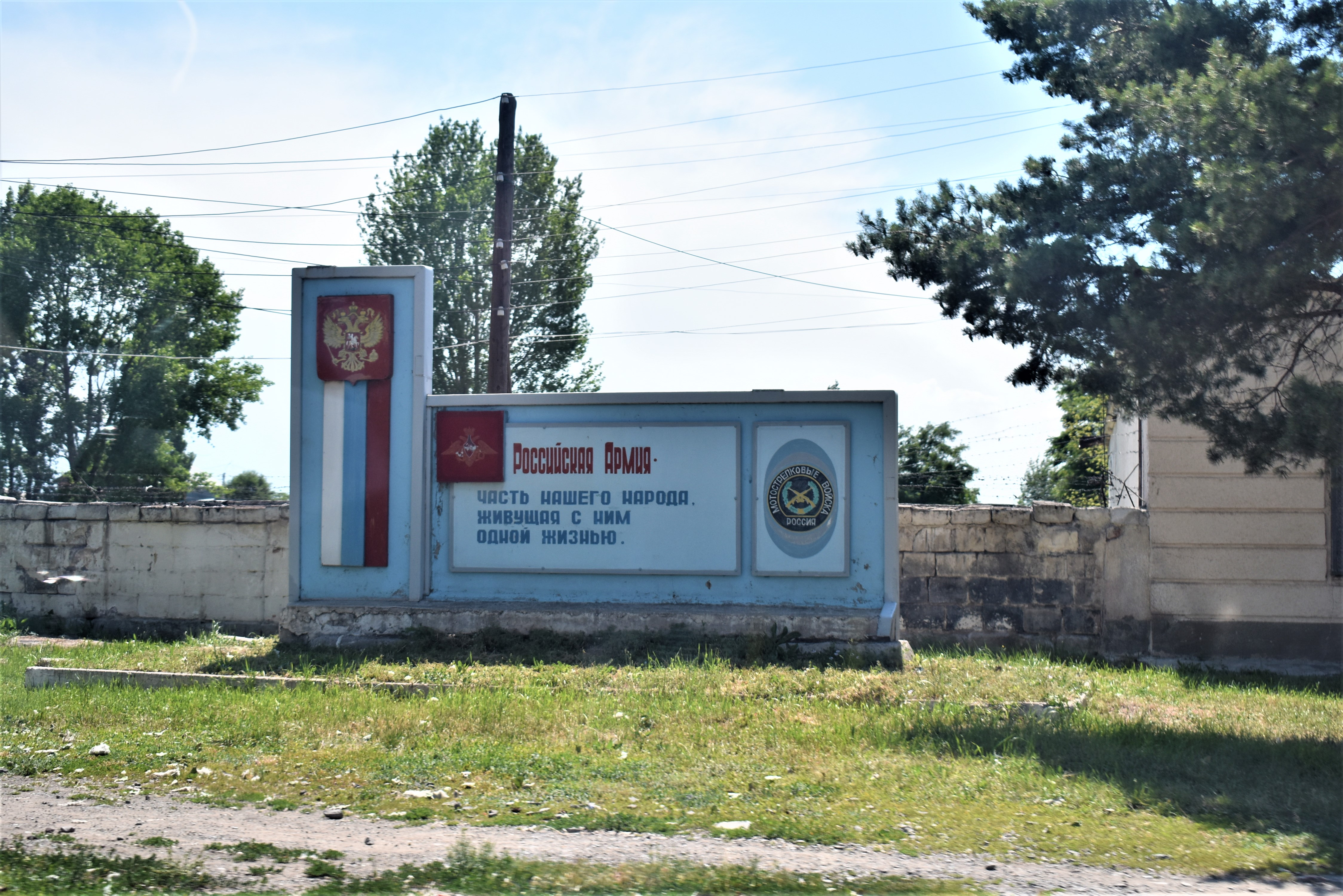
تابلوی ارتش روسیه در نزدیکی پایگاه

### جنگ جهانی دوم
تاریخچهٔ این پایگاه به لشکر ۲۶۱ تفنگداران اتحاد جماهیر شوروی در ارتش سرخ بازمی‌گردد. لشکر ۲۶۱ تفنگداران در ۱۸ ژوئیهٔ ۱۹۴۱ در بردیانسک در منطقهٔ نظامی اودسا تشکیل شد. این لشکر از ترکیبی از نیروهای ذخیره، شبه‌نظامیان و داوطلبان تشکیل شده بود و سازمان رزم اصلی آن به شرح زیر بود:
- هنگ ۹۷۴ تفنگداران
- هنگ ۹۷۶ تفنگداران
- هنگ ۹۷۸ تفنگداران
- هنگ ۸۰۹ توپخانه

این لشکر در اوت ۱۹۴۱ به جبههٔ جنوبی، ابتدا به عنوان بخشی از ارتش ششم پیوست، اما تا ۱ سپتامبر به ارتش دوازدهم، در همان جبهه منتقل شد. این لشکر تا حداقل اوت ۱۹۴۲ با این ارتش باقی ماند، اما سپس به گروه نیروهای دریای سیاه در جبههٔ ماورای قفقاز اختصاص یافت. این لشکر بخش زیادی از دوران پایانی جنگ جهانی دوم را، از ۱ ژانویهٔ ۱۹۴۳، به بعد، در ارتش کوچک ۴۵ در جبههٔ ماورای قفقاز گذراند که وظیفهٔ حفاظت از مرزهای شوروی با ترکیه را بر عهده داشت.

### دوران پس از جنگ
پس از پایان جنگ، لشکر ۲۶۱ پیاده به گیومری منتقل شد. این لشکر بخشی از ارتش ۷ محافظ بود و در سال ۱۹۵۵ به لشکر ۳۷ پیاده تغییر نام داد. در ۲۵ ژوئن ۱۹۵۷، این لشکر به لشکر ۱۲۷ موتوریزهٔ پیاده تبدیل شد. در آوریل ۱۹۹۰، هنگ ۱۲۰ تانک محافظ این لشکر به گردان ۱۱۶ تانک مستقل محافظ و هنگ ۱۳۶۰ پیاده موتوریزه تقسیم شد. در ۲۱ اوت ۱۹۹۲، این لشکر به پایگاه نظامی ۱۰۲ تغییر وضعیت داد که نخستین پایگاه نظامی شماره‌گذاری ‌دهٔ نیروی زمینی روسیه بود.

## وضعیت کنونی

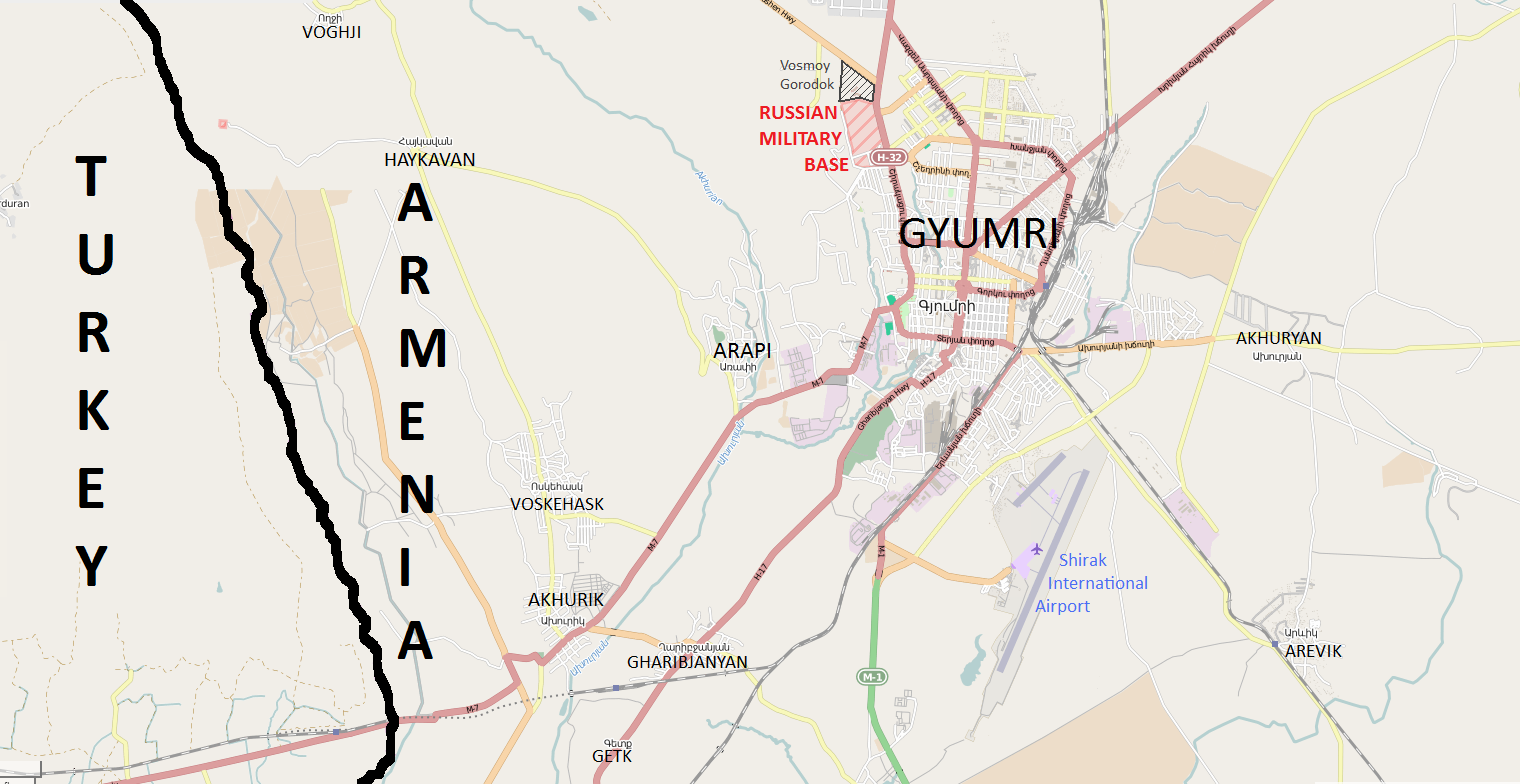
نقشهٔ گیومری و اطراف آن. پایگاه به رنگ صورتی نشان داده شده است. محله‌ای در گیومری که محل سکونت سربازان روسی است و به «وُسموی گورودُک» (۸-й городок) معروف است، دقیقاً در شمال پایگاه قرار دارد (با رنگ سیاه نشان داده شده است).

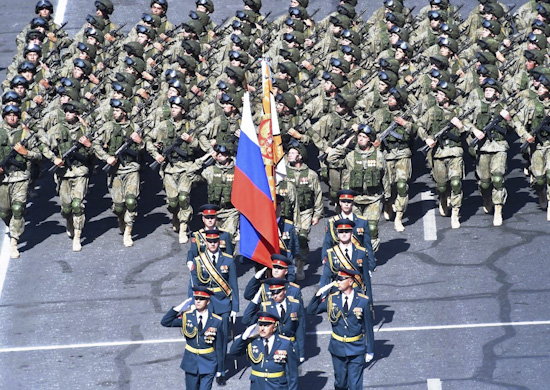
سربازان پایگاه در یک رژه در ایروان در سال ۲۰۱۶.

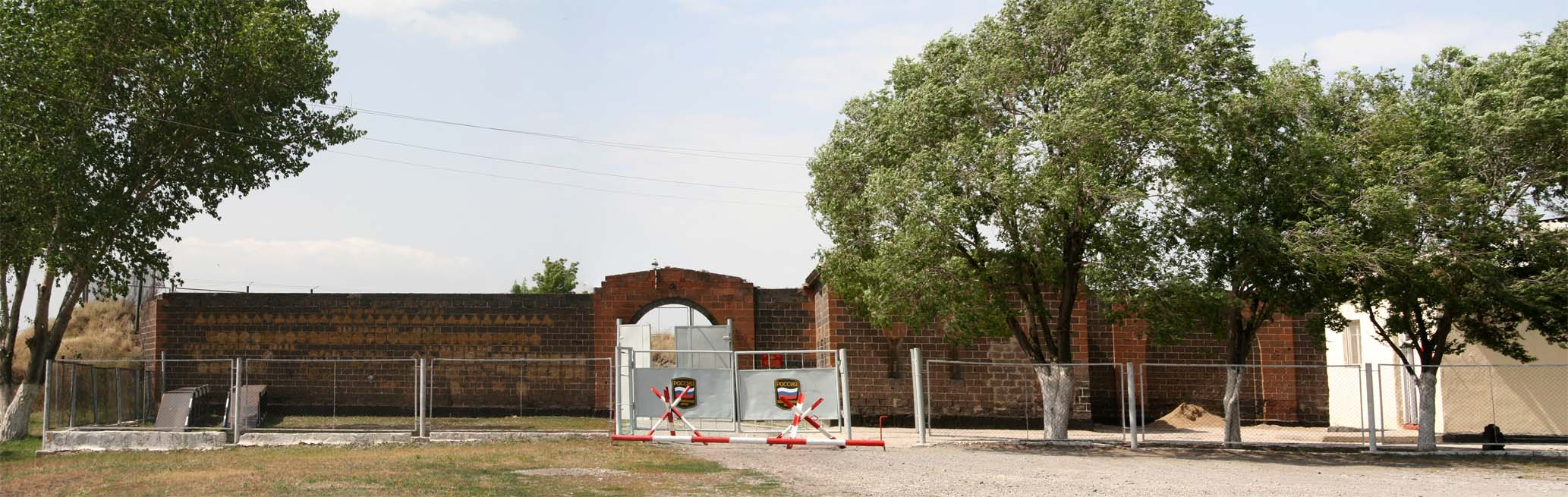
دروازهٔ اصلی

تا اواسط و اواخر دههٔ ۱۹۹۰، ترکیب لشکر ۱۲۷ تفنگداران موتوری تغییر کرد، زیرا بخش عمده‌ای از نیروهای شوروی از ارمنستان خارج شدند. این لشکر شامل هنگ‌های ۱۲۳، ۱۲۴، و ۱۲۸ تفنگداران موتوری، هنگ ۹۹۲ توپخانه و گردان مستقل تانک ۱۱۶ بود. هنگ ۱۲۳ تفنگداران موتوری از لشکر ۱۶۴ تفنگداران موتوری سابق که همچنین در ارمنستان مستقر بود، تشکیل شد.
به‌طور رسمی ۳۰۰۰ سرباز روسی در پایگاه نظامی ۱۰۲ که در گیومری واقع است، مستقر هستند. در اوایل سال ۲۰۰۵، این پایگاه دارای ۷۴ تانک، ۱۷ خودروی جنگی پیاده‌نظام، ۱۴۸ نفربر زره‌پوش، ۸۴ سلاح توپخانه‌ای، ۱۸ میگ-۲۹ و چندین باتری موشک ضدهوایی اس-۳۰۰ بود. مقدار زیادی تجهیزات نظامی از پایگاه نظامی ۱۲ شوروی در باتومی و پایگاه نظامی ۶۲ شوروی در آخالکالاک، گرجستان، شامل ۳۵ تانک و خودروی زرهی و ۳۷۰ قطعه تجهیزات نظامی به پایگاه ۱۰۲ منتقل شده است. این پایگاه نظامی بخشی از سیستم مشترک دفاع هوایی کشورهای مستقل مشترک‌المنافع است که در سال ۱۹۹۵ در ارمنستان مستقر شد. علاوه بر این، نیروی هوایی ارمنستان تا حدودی به میگ-۲۹های روسی مستقر در این پایگاه نظامی برای دفاع از حریم هوایی ارمنستان وابسته است.
پایگاه نظامی روسیه در سال ۱۹۹۶ در خاک ارمنستان مستقر شد (پیش از آن این تأسیسات هنوز به عنوان لشکر ۱۲۷ تفنگداران موتوری نیروی زمینی شوروی شناخته می‌شد). بر اساس پیمان دوجانبه، نیروهای روسی به مدت ۲۵ سال در این پایگاه باقی خواهند ماند، اما مقامات ارمنی اعلام کرده‌اند که در صورت نیاز این مدت می‌تواند بازبینی شود و صرفاً در جهت تمدید باشد. اگرچه روسیه به دولت ارمنستان بابت استقرار پایگاه نظامی در گیومری مبلغی پرداخت نمی‌کند، طرف ارمنی تمامی هزینه‌های عمومی از جمله آب، برق و غیره را تأمین می‌کند.
در ماه مه ۱۹۹۶، پایگاه هوایی ۳۶۲۴، واقع در شهر ایروان، بخشی از پایگاه نظامی ۱۰۲ شد.
در سال ۱۹۹۷، ارمنستان و روسیه یک پیمان دوستی جامع امضا کردند که خواستار کمک متقابل در صورت تهدید نظامی به هر یک از طرفین است و به مرزبانان روسی اجازه می‌دهد مرزهای ارمنستان با ترکیه و ایران را گشت‌زنی کنند.
در آگوست ۲۰۰۳، فرمانده پایگاه، ژنرال ماژور الکساندر تیتوف، به دلیل عدم رعایت نظم نظامی و اجازه دادن به فساد و فروش تجهیزات دولتی، برکنار شد. در اوایل سال ۲۰۰۹، بخش موتوریزهٔ پایگاه به دو تیپ تفنگداران موتوری جداگانه تقسیم شد.
در سال ۲۰۱۳، فرمانده ارشد پایگاه نظامی ۱۰۲، آندری روزینسکی، در مصاحبه‌ای اظهار داشت که «اگر جمهوری آذربایجان تصمیم بگیرد که حاکمیت خود بر قره‌باغ کوهستانی را با زور بازگرداند، پایگاه [نظامی روسیه] ممکن است بر اساس تعهدات فدراسیون روسیه در چارچوب سازمان پیمان امنیت جمعی وارد درگیری مسلحانه شود.»

### تأمین پایگاه
یک توافق‌نامهٔ پنج‌سالهٔ ویژه که در ۳۱ مارس ۲۰۰۶ با گرجستان منعقد شد، به روسیه اجازه داد تا به پایگاه نظامی ۱۰۲ از طریق زمین و از طریق حریم هوایی گرجستان دسترسی داشته باشد. این توافق‌نامه روسیه را از تحویل هرگونه تسلیحاتی که از طریق قلمرو گرجستان منتقل می‌شد به کشور ثالث، و همچنین از ترانزیت مواد زیستی، هسته‌ای یا شیمیایی، و تسلیحات کشتار جمعی یا اجزای آن‌ها منع می‌کرد. همچنین مقرر شد که مقدار محموله‌های نظامی باید یک سال پیش از موعد بین روسیه و گرجستان توافق شود. علاوه بر این، گرجستان می‌توانست در صورتی که ترانزیت تهدیدی برای امنیت ملی آن ایجاد می‌کرد یا اگر مقصد نهایی محمولهٔ نظامی منتقل‌شده منطقه‌ای در یک منطقهٔ درگیر یا کشور در حال جنگ بود، از ترانزیت جلوگیری کند. در دسامبر ۲۰۰۶، روسیه گرجستان را به «خرابکاری» در مورد محموله‌های ارسالی به پایگاه نظامی ۱۰۲ متهم کرد.
ترانزیت پرسنل و محموله‌های نظامی روسیه توسط دولت گرجستان پس از جنگ ۲۰۰۸ با روسیه متوقف شد. پس از انقضای مدت پنج‌ساله توافق‌نامه، در ۱۹ آوریل ۲۰۱۱، پارلمان گرجستان توافق‌نامهٔ ۲۰۰۶ با روسیه را لغو کرد.

## جنجال
سوالاتی دربارهٔ حضور پایگاه نظامی روسیه در ارمنستان در کمیسیون اروپا مطرح شده است. برخی استدلال می‌کنند که حضور این پایگاه مانعی برای سرمایه‌گذاری غربی و اصلاحات محسوب می‌شود و همچنین این که سیستم عمومی و سیاسی ارمنستان بیش از حد به رهبری روسیه وابسته است. با این حال، بیشتر تحلیلگران و دولت ارمنستان، روسیه را تضمین‌کنندهٔ تمامیت ارضی ارمنستان می‌دانند، زیرا این کشور یکی از اضلاع سه‌گانهٔ چارچوب امنیت ملی ارمنستان را تشکیل می‌دهد.

### حوادث
در ۱۴ آوریل ۱۹۹۹، دو سرباز مست، دنیس پوپوف و الکساندر کامنف، مسلح به آکا-۷۴، وارد شهر شده و تیراندازی کردند که منجر به کشته‌شدن دو مرد به نام‌های واغیناک سیمونیان و داوید سوغومونیان و زخمی شدن ۱۴ نفر دیگر شد. این دو نفر در ارمنستان محاکمه شدند؛ پوپوف به ۱۴ سال زندان و کامنف به ۱۵ سال زندان محکوم شدند. اما مشخص نیست که آیا آن‌ها کل دوران محکومیت خود را در ارمنستان گذرانده‌اند یا خیر. اطلاعات کمی دربارهٔ تحقیقات و مجازات این دادگاه در دسترس است. در مصاحبه‌ای که در ۱۶ ژانویه با News.am منتشر شد، وکیل پوپوف، تمارا یایلوویان، ادعا کرد که موکل سابقش پس از «دو تا سه سال» به روسیه منتقل شده و «بعداً متوجه شدیم که آزاد شده است».
در ۱۱ ژوئن ۲۰۰۴، گروهی از افراد تلاش کردند وارد پایگاه شوند و سربازان مستقر در آنجا به سوی آن‌ها شلیک کردند و آرتور پوغوسیان و آرمن آرائیان را کشتند و دو نفر دیگر زخمی شدند.
در ۷ آوریل ۲۰۱۳، دو کودک به نام‌های آرتور مکرتچیان و موشه گئورگیان در میدان تمرین واقع در نزدیکی پایگاه نظامی، توسط مین کشته شدند. این میدان حصارکشی نشده بود و دارای علائم هشداردهندهٔ مناسب نبود، اما فرماندهی پایگاه نظامی نه تنها کسی را مجازات نکرد بلکه شکایات رسمی محلی‌ها را نیز نادیده گرفت.
در تاریخ ۱۲ ژانویهٔ ۲۰۱۵، یک خانوادهٔ هفت‌نفره ارمنی در خانه‌شان توسط یک سرباز فراری از پایگاه نظامی کشته شدند. این واقعه که به کشتار ۲۰۱۵ گیومری شناخته می‌شود، توسط والری پرمیاکوف انجام گرفت. او خیلی زود دستگیر شد و پس از آن، تظاهرات ضد دولتی و ضد روسی در ایروان و گیومری برگزار شد.
در ژوئن ۲۰۱۵، نظرسنجی‌ای در ارمنستان نشان داد که ۵۵٪ از پاسخ‌دهندگان «حضور پایگاه‌های نظامی هر کشور یا ساختاری دیگر در ارمنستان را قابل قبول می‌دانند»، که عمدتاً به نیاز به حفاظت در برابر ترکیه (۲۴٪) و آذربایجان (۱۶٪) اشاره کرده‌اند.
در ژوئیهٔ ۲۰۲۰، جسد یک نظامی روسی در آپارتمانی که در شهر اجاره کرده بود پیدا شد. در ۲۶ نوامبر، جسد نظامی روسی دیگری خارج از پایگاه پیدا شد.